# Pterocroce capillaris
Pterocroce capillaris är en insektsart som först beskrevs av Johann Christoph Friedrich Klug 1838.  Pterocroce capillaris ingår i släktet Pterocroce och familjen Nemopteridae. Inga underarter finns listade i Catalogue of Life.